# Bioenergetik (Biologie)
Bioenergetik (in Anlehnung an das englische Wort bioenergetics von altgriechisch βίος bíos „Leben“ und altgriechisch ἐνέργεια energeia „Wirksamkeit“) ist ein Fachgebiet der Biologie, Biophysik und Biochemie, das sich mit Energieumwandlungen in lebenden Strukturen beschäftigt. Sie ist in einem engeren Sinne die Wissenschaft von der Energieversorgung und dem Energiehaushalt lebender Zellen (dann auch zelluläre oder molekulare Bioenergetik genannt). In einem weiteren Sinne untersucht Bioenergetik auch die ökologische Energiebilanz von Organismen sowie den Energiefluss in Populationen und Ökosystemen.

## Physikalische Grundlage
Zentraler Gegenstand der zellulären Bioenergetik sind die zellulären Mechanismen der Energieumsetzung, die zur Erfüllung bestimmter Funktionen der Zelle ausnahmslos notwendig sind. Grundlage der Bioenergetik im Allgemeinen sind die Gesetze der Chemie und der Physik, insbesondere der Thermodynamik. Die Thermodynamik ist jedoch der übergeordnete Begriff, der sich auch auf Energieumwandlungen in unbelebter Materie bezieht. Da unter Energie generell die Fähigkeit zur Verrichtung von Arbeit verstanden wird, erscheint sie sowohl als potenzielle, kinetische, elektrische (elektromagnetische) Energie als auch Wärmeenergie. Die verrichtbare Arbeit erscheint demzufolge als mechanische, osmotische oder elektromagnetische Arbeit.

## Bioenergetik in Biochemie, Biologie und Ökologie
Die Mehrzahl aller oberflächlichen Lebensprozesse auf der Erde basiert auf der Photosynthese und der Nutzung des Sonnenlichts als Energiequelle. Innerhalb von Organismen basiert der Energieumsatz vielfältig auf der Chemosynthese (Chemotrophie). Die durch Photo- oder Chemosynthese entstandenen Reaktionsprodukte werden in verschiedenen biochemischen Schritten durch aerobe Atmung oder anaerobe Gärung abbaubar, wobei mit einem bestimmten Wirkungsgrad für die Zelle nutzbare Energie für die vielfältigen biologischen Prozesse und Funktionen anfällt und diese auch für eine Zwischenzeit gespeichert werden kann. Diese Energie steht zum Beispiel vorübergehend in Form von ATP der Zelle zur Verfügung. Bei allen zellulären Energieumwandlungen wird Wärme frei oder gebunden. Ein Großteil bioenergetischer Reaktionen läuft in Eukaryoten in den intrazellulären Mitochondrien ab.
Energieströme in Populationen oder Lebensgemeinschaften werden im Rahmen von Energiebilanzen untersucht.